# محمد زكي باشا
محمد زكي باشا هو أحد ولاة الدولة العثمانية الذي أصبح والياً على بغداد للفترة من 1912-1913م، خلفاً للوالي جمال باشا، وذكرت بعض المصادر ان الوالي الذي خلف جمال باشا ولكن لفترة قصيرة جداً هو الوالي علي رضا باشا.صدرت الإرادة في 12 آب 1328رومية، بتعيين محمد زكي باشا مشير الفيلق الرابع بولاية بغداد، ووردها في 3 ذي الحجة سنة 1330ه‍، يوم الثلاثاء (12 تشرين الثاني 1912م)، وكان معاون الوالي آنئذ عمر لطفي بك وكيلا للوالي. وفي 5 ذي الحجة قرئ الفرمان باحتفال على المعتاد.

## أهم الحوادث في فترة حكمه
1. عشيرة الصائح من شمر عاثت بالأمن.
2. تكررت حوادث عديدة للتهرب من رسوم الدخان.
3. حدثت معارك بين عجمي باشا السعدون من رؤساء المنتفق وناصره مزيد باشا السعدون متصرف الأحساء سابقاً في حربه مع الضفير والبدور.
4. بلغ سعر الوزنة (مائة كيلو) من الحنطة الداودية بمائة قرش وحنطة الكلك بتعين قرشا والعراقية بثمانين قرشا، واللحم سعر الكيلو بثلاثة قروش، والرز الشنبة كل كيلو بخمس واربعين بارة.
5. حرب البلقان.
6. في مساء يوم السبت 23 جمادي الأولى سنة 1330 ه‍، وقع حريق في خان النفط في الساعة الواحدة والدقيقة 45، ودام إلى 30 منه إلى يوم السبت الساعة الخامسة صباحا والدقيقة 20 أذانية، وكان ما التهمته النار يربو على ثلاثة عشر ألف صندوق من النفط، و 250 اسبرتو، و 200 من البانزين. وهذه لم توضع في التأمين (السيگورتاه)، فضمنت البلدية لأصحابها 550 ليرا.
7. في يوم الجمعة 14 جمادي الآخرة حدث حريق في معمل العباخانة العسكرية. وبعد أربع ساعات أمكن إطفاؤه وتقدر الأضرار بخمسة آلاف ليرا عثمانية.
8. وفي يوم الجمعة 27 رجب سنة 1330 ه‍، حدث حريق في خان الحاج عبد العزيز فالتهمت النيران جانبي سوق العطارين مقابل خان الدجاج وامتدت النيران إلى جامع مرجان، ودامت نحو اسبوع، وتقدر خسائر الحاج عبد العزيز بنحو اثنين وعشرين ألف ليرة عثمانية.[3]

## استقالته
استقال المشير محمد زكي باشا من الولاية سنة 1913م، فقبلت استقالته ولم يعرف سبب ذلك وفوضت الولاية بالوكالة لمعاونه عمر لطفي بك في يوم الثلاثاء 7 جمادي الآخرة سنة 1331 ه‍، ثم سافر إلى إسطنبول يوم الخميس 15 جمادي الثانية سنة 1331 ه‍، فاجريت له المراسم.